# Isla Campana
Die Isla Campana ist eine Insel im Süden Chiles. Sie liegt im Pazifischen Ozean und ist mit einer Fläche von 1188 km² die elftgrößte Insel des Landes.
Die Insel befindet sich zwischen dem Golf von Penas und dem Castillo-Kanal in der Region Aysén, der Provinz Capitán Prat und der Kommune Tortel. Sie ist die größte Insel des gleichnamigen Campana-Archipels.

## Geografie
Campana ist länglich in der Form, ihre Länge beträgt 78 und ihre Breite 28 km, und in NNW-SSO-Richtung ausgerichtet. Es existieren viele Bergseen und vorgelagerte Inseln. Die Küste ist 589 km lang besteht aus Klippen und ist von vielen Halbinseln, Kanälen und Buchten geprägt. Die Kanäle sind im Allgemeinen sauber und gut befahrbar, aber auch teils von Golftangen besetzt. Die Insel ist sehr bergig. Es existieren Hochländer und Schluchten; der höchste Gipfel erreicht 1311 Meter. An der Nordwestküste befinden sich die Gipfel Dora Norte und Dora Sur, letzterer ist 698 Meter hoch. Weitere wichtige Erhebungen sind der Berg Serrucho mit 785 Metern, der Berg Roth, der Gipfel Agudo und der Hügel Tiburón.
Begrenzt wird die Insel im Norden durch den Pazifik, im Westen durch den Pazifischen Ozean und den Canal Octubre, der Campana von den Inseln Lynch, Cabrales und Riquelme trennt, im Süden durch den Canal des Castillo, der sie von Aldea abgrenzt, und im Osten durch den Canal Fallos, der den Wellinton-Archipel mit der Isla Wellington begrenzt.
An der Nordküste liegt Puerto Barbara. Der Hafen ist 6–8 Meter tief verankert und nur für kleine Schiffe geeignet, die einen lokalen Lotsen dabeihaben.

## Geschichte
Seit der Entdeckung der Magellanstraße im Jahre 1520 wurden die patagonischen Kanäle stark erforscht. In alten Briefen war die Region Patagonien zwischen dem 48. und 50. südlichen Breitengrad fast ausschließlich von einer großen Insel namens „Campana“ besetzt, die vom Festland durch den Kanal der Nation „Calén“, die bis zum achtzehnten Jahrhundert zwischen den 48. und 49. südlichen Parallelen existiert haben soll, getrennt war. Seit der Mitte des 20. Jahrhunderts können dieser und weitere Kanäle dank zahlreicher hydrographischen Arbeiten, die an den gefährlichen Küsten durchgeführt wurden, sicher befahren werden.
Seit über 6000 Jahren wurde die Region von den Kaweskar, chilenischen Ureinwohnern, die als Kanu-Nomaden leben, bewohnt. Zu Beginn des 21. Jahrhunderts waren sie aufgrund der weißen Siedler und von ihnen eingeschleppten Krankheiten fast ausgestorben.

## Geologie und Klima
Der gesamte patagonische Archipel stammt aus dem Tertiär und entstand mit der Cordillera de la Costa und den Anden. In der letzten Eiszeit nahm er seine heutige Gestalt als südliche Fortsetzung des Küstengebirges ein. Campana ist von vulkanischem Ursprung, wie an der Art ihres Gesteins und an ihrem groben und unregelmäßigen Relief, das für Eruptionsketten charakteristisch ist, zu erkennen ist.
Die Region ist ständig von Westwinden und dem Durchgang von Frontalsystemen betroffen. Diese frontalen Systeme werden bei 60° südlicher Breite erzeugt, wo subtropische und polare Luftmassen konvergieren und einen Niedrigdruckgürtel erzeugen, der die Frontalsysteme bildet. Das Klima ist als kalt-gemäßigt regnerisch bekannt und erstreckt sich vom südlichen Teil der Lagos-Region bis zur Magellanstraße. Die atmosphärische Bewölkung ist hoch, klare Tage sind knapp. Die Durchschnittstemperatur beträgt 9 °C. Niederschlag fällt das ganze Jahr über häufig, der Herbst ist allerdings am regnerischsten.